# 사무엘 램지
사무엘 로버트 램지 주니어(Samuel Robert Ramsey Jr, 1941년 - )는 미국의 언어학자이다.
한국어의 방언과 역사, 일본어 연구 및 개설서 《The Languages of China》로도 알려져 있다.

## 생애
한국어 방언 연구로 1975년에 예일대학교에서 박사학위를 취득했다 (새뮤얼 마틴의 지도).
램지는 1975년부터 1984년까지 컬럼비아 대학에서 수업했다. 그 후 펜실베니아 대학을 거쳐 메릴랜드 대학 컬리지파크의 교수를 맡는다.
2013년, 대한민국의 보관(寶冠) 문화훈장을 수여받았다.

## 주요 저작
- “Evidence for a consonant shift in 7th century Japanese” (pdf). 《Papers in Japanese Linguistics》 1: 278-295. 1972.

James Marshall Unger와의 공동발표. 중국어 중고음에서 전탁자가 일본어 한음의 청음, 오음의 탁음에 대응된다는 점에서, 중국어에서 전탁의 무성화가 일었났을 것이라는 통설에 이의를 제기, 일본어의 음운이 변화했기 때문이라는 설을 제창했다.
- 《Accent and Morphology in Korean Dialects: A Descriptive and Historical Study》. 탑출판사. 1978.

박사논문을 한국에서 출판한 것.
- “The Old Kyoto Dialect and the Historical Development of Japanese Accent”. 《Harvard Journal of Asiatic Studies》 39: 157-175. 1979. JSTOR 2718816.
- “日本語のアクセントの歴史的変化”. 《月刊言語》 96. 1980.
- “Language Change in Japan and the Odyssey of a Teisetsu”. 《The Journal of Japanese Studies》 8 (1): 97-131. 1982. JSTOR 132278.

램지는 도쿄형 악센트가 교토형 악섹트보다 오래되었다고 주장하며,《유취명의초》(類聚名義抄)의 해석에 변경을 요구했다.
- 《The Languages of China》. Princeton University Press. 1987. ISBN 069101468X.《The Languages of China》. Princeton University Press. 1987. ISBN 069101468X.

중국어와 중국 국내의 여러 언어에 관한 개설서. 전반은 중국어와 여러 방언, 후반은 그 외의 언어에 대하여 기술했다.
《中国の諸言語：歴史と現況》. 大修館書店. 1990. ISBN 446921163X.
- 《The Korean Language》. State University of New York Press. 2001. ISBN 0791448320.

이익섭과 공저. 한국어 개설서.
- 《A History of the Korean Language》. Cambridge University Press. 2011. ISBN 0521661897.

이기문과 공저. 선사시대부터 현대까지에 이르는 한국어의 역사를 다룬다.